# Our Latin Thing (Nuestra Cosa)
Our Latin Thing (Nuestra cosa) es un documental de 1972 dirigido por Leon Gast sobre la floreciente escena musical de la música latina en Nueva York. Se centra en un concierto creado por la dirección de Fania Records en la Discoteca Cheetah de Manhattan con un grupo de artistas de Fania llamado Fania All-Stars. La película fue distribuida por A & R Film Distributors dirigida por Alex Masucci, hermano menor del fundador de Fania Records, Jerry Masucci, y vicepresidente de Fania Records, y Ray Aviles.